# Oriopsis minuta
Oriopsis minuta är en ringmaskart som först beskrevs av Miles Joseph Berkeley 1932.  Oriopsis minuta ingår i släktet Oriopsis och familjen Sabellidae. Inga underarter finns listade i Catalogue of Life.